# Valeriu Streleț
Valeriu Streleț (Țareuca, 8 marzo 1970) è un politico moldavo.
È stato il Primo ministro della Moldavia dal luglio all'ottobre 2015.
Dal 2009 è membro del Parlamento della Moldavia.